# Agriomelissa gypsospora
Agriomelissa gypsospora är en fjärilsart som beskrevs av Edward Meyrick 1931. Agriomelissa gypsospora ingår i släktet Agriomelissa och familjen glasvingar. Inga underarter finns listade i Catalogue of Life.